# Steve Hancock
Steve Hancock (sinh ngày 10 tháng 9 năm 1953) là một cựu cầu thủ bóng đá người Anh từng thi đấu ở vị trí tiền đạo.

## Sự nghiệp
Sinh ra ở Sheffield, Hancock thi đấu cho Newtongrange Star, Celtic, Sheffield Wednesday, Hearts, Meadowbank Thistle Stenhousemuir và Forfar Athletic.